# آیفون ۸
آیفون ۸ و آیفون ۸ پلاس تلفن‌های هوشمند ساخت شرکت اپل هستند که به تاریخ ۱۲ سپتامبر ۲۰۱۷ به همراه آیفون ایکس در سالن استیو جابز (Steve Jobs Theater) واقع در اپل پارک (Apple Park) توسط مدیر عامل اپل، تیم کوک، معرفی شد. این محصول پس از آیفون ۷ و آیفون ۷ پلاس و پیش از آیفون ایکس به بازار آمد. آیفون ۸ و ۸ پلاس در ۲۲ سپتامبر ۲۰۱۷ روانهٔ بازار شدند. تولید آیفون ۸ و آیفون ۸ پلاس توسط اپل در ۱۵ آوریل ۲۰۲۰ متوقف شد و اپل در همان تاریخ از نسل دوم آیفون اس‌ای معرفی کرد.
به جز تغییر جنس قاب پشتی به شیشه، طراحی آیفون ۸ و ۸ پلاس تا حد زیادی شبیه به مدل‌های قبلی خود هستند. تغییرات قابل توجه در این نسخه شامل حذف رنگ‌های رزگلد و جت مشکی، اضافه شدن فناوری شارژ بی‌سیم چی، پردازندهٔ سریعتر و دوربین‌ها و نمایشگرهای بهبودیافته است. بیشتر سخت‌افزار داخلی آیفون ۸ و ۸ پلاس با آیفون ایکس مشترک است.
استقبال از این تلفن‌ها به‌طور کلی مثبت بود و منتقدان اضافه شدن شارژ القایی، قابلیت شارژ سریع و پردازندهٔ جدید اپل ای۱۱ را ستایش کردند، در حالی که از طراحی قدیمی مشابه با با آیفون ۶ و آیفون ۶ پلاس که در سال ۲۰۱۴ معرفی شدند انتقاد کردند.
تا فوریه ۲۰۲۰، ۸۶٫۳ میلیون دستگاه از آیفون ۸ و آیفون ۸ پلاس در سرتاسر جهان فروخته شده‌است و این دو گوشی پنجمین گوشی هوشمند پرفروش تمام دوران هستند.

## تاریخچه
در ۳۱ اوت ۲۰۱۷، اپل مطبوعات را به یک رویداد رسانه‌ای در سالن استیو جابز در محوطهٔ اپل پارک در ۱۲ سپتامبر ۲۰۱۷ دعوت کرد. آیفون ۸ و آیفون ۸ پلاس در آن رویداد معرفی شدند و در ۲۲ سپتامبر ۲۰۱۷ عرضه شدند.
در ۹ آوریل ۲۰۱۸، اپل در همکاری با پروداکت رد و در حمایت از کمپین جمع‌آوری کمک‌های مالی برای افراد مبتلا به ایدز، آیفون ۸ را با رنگ قرمز و با حاشیهٔ دور نمایشگر مشکی معرفی کرد.
در مارس ۲۰۲۰، اپل فروش مدل‌های ریفربیشد آیفون ۸ پلاس را با قیمت ۴۶۹ دلار آمریکا آغاز کرد که بعدها به ۳۵۹ دلار آمریکا کاهش یافت. در مه ۲۰۲۰، اپل فروش مدل‌های آیفون ۸ را با قیمت ۳۳۹ دلار آمریکا آغاز کرد که بعدها به ۳۱۹ دلار آمریکا کاهش یافت.
در ۱۵ آوریل ۲۰۲۰، اپل نسل دوم آیفون اس‌ای را معرفی کرد که در ظاهر کاملاً مشابه آیفون ۸ و ۸ پلاس بود، اما در باطن از برخی قطعات سخت‌افزاری آیفون ۱۱ از جمله سامانه روی یک تراشه اپل ای۱۳ استفاده می‌کرد. در ۸ مارس ۲۰۲۲، اپل نسل سوم آیفون اس‌ای را با همان ظاهر، اما با دوربین ارتقا یافته و پردازندهٔ اپل ای۱۵ معرفی کرد.

## مشخصات

### سخت‌افزار

#### نمایشگر
آیفون ۸ و ۸ پلاس نمایشگر رتینا اچ‌دی موجود در آیفون ۷ را حفظ کرده‌اند ،  اما اکنون از فناوری True Tone بهره می‌برند که امکان تنظیم خودکار صفحه نمایش را بر اساس نور محیط اطراف فراهم می‌کند.  آنها می‌توانند محتوای HDR10 و Dolby Vision را علیرغم نداشتن صفحه نمایش آماده HDR پخش کنند، که این کار با تبدیل محتوای HDR برای متناسب شدن با صفحه نمایش انجام می‌شود و در عین حال در مقایسه با محتوای استاندارد ، بهبودهایی در محدوده دینامیکی، کنتراست و طیف رنگ گسترده دارند . 

#### دوربین
آیفون ۸ و ۸ پلاس دارای یک دوربین ۱۲ مگاپیکسلی با فوکوس خودکار ، دیافراگم f/1.8 و تثبیت‌کننده تصویر نوری هستند که قادر به ضبط ویدیوی 4K با سرعت ۲۴، ۳۰ یا ۶۰ فریم در ثانیه یا ویدیوی 1080p با سرعت ۳۰، ۶۰، ۱۲۰ یا ۲۴۰ فریم در ثانیه است  و یک فلش Quad LED True Tone با قابلیت همگام‌سازی آهسته  دارد. فلش همگام‌سازی آهسته، گزینه‌های 4K با سرعت ۶۰ فریم در ثانیه و 1080p با سرعت ۲۴۰ فریم در ثانیه، ویژگی‌های جدیدی برای آیفون ۸ و ۸ پلاس هستند که نسبت به گزینه‌های موجود در آیفون ۷ و ۷ پلاس، بهبود یافته‌اند.
آیفون 8 پلاس، مانند آیفون 7 پلاس، یک لنز دوم تله‌فوتو اضافه کرده است . یک گزینه جدید مبتنی بر هوش مصنوعی برای آیفون 8 پلاس در دسترس است که نورپردازی پرتره نام دارد و از پردازنده سیگنال تصویر توانمندتر در A11 SoC استفاده می‌کند. 
هر دو مدل دارای دوربین جلوی 7 مگاپیکسلی با دیافراگم f/2.2 هستند که قادر به ضبط ویدیوی 1080p با سرعت 30 فریم در ثانیه و ویدیوی 720p با سرعت 24 فریم در ثانیه، همراه با تشخیص چهره و محدوده دینامیکی بالا می‌باشد . 
آیفون ۸ و ۸ پلاس ویدیوها را با صدای تک کاناله (مونو) ضبط می‌کنند . 
عکس‌های ثابت با کیفیت 6.5 مگاپیکسل (3412×1920) را می‌توان در حین ضبط ویدیو ثبت کرد. 

#### چیپست
آیفون ۸ و ۸ پلاس حاوی سیستم روی تراشه Apple A11 Bionic هستند ، یک پردازنده شش هسته‌ای که به گفته این شرکت دارای دو هسته عملکردی است که ۲۵٪ سریع‌تر از هسته‌های موجود در پردازنده A10 آیفون ۷ و چهار هسته کم‌مصرف است که ۷۰٪ سریع‌تر از هسته‌های مدل قبلی هستند. این گوشی‌ها همچنین دارای یک واحد پردازش گرافیکی طراحی شده توسط اپل هستند که ۳۰٪ سریع‌تر از واحدهای قبلی است و همان سطح عملکرد A10 را با نصف قدرت ارائه می‌دهد. 

#### سایر
| رنگ | نام           | گودی |
| --- | ------------- | ---- |
|     | محصول قرمز    | سیاه |
|     | خاکستری فضایی | سیاه |
|     | نقره          | سفید |
|     | طلا           | سفید |

این گوشی‌ها به جای قاب آلومینیومی کامل که در مدل‌های قبلی وجود داشت، دارای پشت شیشه‌ای هستند که امکان استفاده از شارژ القایی Qi را فراهم می‌کند .  این گوشی‌ها دارای رتبه IP67 برای مقاومت در برابر آب و گرد و غبار هستند.  هر دو مدل با گزینه‌های ذخیره‌سازی 64، 128 و 256 گیگابایت عرضه می‌شوند،  و در رنگ‌های نقره‌ای، طلایی یا خاکستری فضایی ارائه می‌شوند.  نسخه ویژه Product Red به رنگ قرمز با جلوی مشکی در 9 آوریل 2018 عرضه شد.  آیفون 8 و 8 پلاس آخرین آیفون‌هایی بودند که با جلوی سفید در رنگ‌های نقره‌ای و طلایی عرضه شدند.
علاوه بر شارژ بی‌سیم Qi، آیفون 8 از شارژ سیمی با استفاده از کانکتور اختصاصی لایتنینگ اپل نیز پشتیبانی می‌کند . این گوشی می‌تواند از طریق شارژری که USB Power Delivery را ارائه می‌دهد و همچنین یک کابل آداپتور مخصوص USB-C به لایتنینگ که از شارژ سریع پشتیبانی می‌کند، به سرعت شارژ شود. 
آیفون 8 از iFixit امتیاز تعمیرپذیری 6 از 10 را کسب کرده است ، که دلیل اصلی آن استفاده بیش از حد از چسب برای شیشه پشتی است. 

### نرم‌افزار
هر دو آیفون 8 و 8 پلاس در زمان عرضه با iOS 11 عرضه شدند،  و از iOS 12 ، iOS 13 ، iOS 14 ، iOS 15 و iOS 16 پشتیبانی می‌کنند . اپل اعلام کرد که آیفون 8 و 8 پلاس و همچنین آیفون X به دلیل محدودیت‌های سخت‌افزاری از iOS 17 پشتیبانی نمی‌کنند .  با این حال، این دستگاه‌ها هنوز به‌روزرسانی‌های امنیتی را دریافت می‌کنند.

## بازخورد
بازخوردها از این گوشی‌ها به‌طورکلی مثبت بود و منتقدان از اضافه شدن شارژ القایی، قابلیت شارژ سریع و پردازنده جدید اپل A11 تمجید کردند ، در حالی که از طراحی قدیمی که با آیفون ۶ و آیفون ۶ پلاس در سال ۲۰۱۴ معرفی شد، انتقاد کردند.
ساموئل آکسون از Ars Technica پردازنده A11 را "یک شاهکار مهندسی شگفت‌انگیز" نامید و نوشت که "عملکرد پیشرو در صنعت" را ارائه می‌دهد. آکسون همچنین دوربین‌ها را ستود و نوشت: "رنگ‌ها عالی هستند و عملکرد در نور کم برای یک گوشی هوشمند بسیار خوب است".  کریس ولاسکو از Engadget سرعت پردازنده A11، کیفیت ساخت و دوربین "عالی" را ستود، در حالی که از شباهت‌های طراحی با نسل‌های قبلی آیفون و سطح محدود محافظت در برابر آب در مقایسه با رقبا انتقاد کرد. 
جان مک‌کان از TechRadar با وجود انتقاد از طراحی کلی گوشی، از حس شیشه‌ای بودن پشت آن لذت برد. مک‌کان همچنین دوربین را ستود و شارژ القایی را یک قابلیت «مفید» برای خط تولید آیفون نامید. 
دیوید پیرس از وایرد نیز به طور مشابه اظهار داشت که مدل‌های آیفون ۸ تحت الشعاع آیفون X قرار گرفته‌اند، با وجود اینکه آنها را "تلفن‌های تقریباً بی‌نقص" نامیده است. پیرس عملکرد، دوربین‌ها و نمایشگرها را ستود، در حالی که بارها از طراحی "منسوخ" انتقاد کرد. 
نیلی پاتل از The Verge ، آیفون ۸ را «گزینه پیش‌فرض» نامید و خاطرنشان کرد که مدل‌های ۸ تقریباً به‌طور جهانی توسط دیگر آیفون جدید اپل، آیفون X، نادیده گرفته شده‌اند. با این وجود، او از شکل ظاهری دستگاه به دلیل راحتی و عدم لغزش در دست گرفتن و همچنین اضافه شدن فناوری True Tone به صفحه نمایش و بلندگوهای ارتقا یافته تمجید کرد، اگرچه به مشکلاتی در سرعت شارژ القایی از طریق پدهای بی‌سیم و همچنین قیمت آیفون ۸ پلاس ۲۵۶ گیگابایتی که نزدیک به آیفون X بود، اشاره کرد. پاتل همچنین از طراحی قدیمی آیفون ۸ که به آیفون ۶ عرضه شده در سال ۲۰۱۴ برمی‌گردد، انتقاد کرد. قابل توجه‌ترین انتقاد، مربوط به حاشیه‌های ضخیم در مقایسه با سایر گوشی‌های هوشمند ۲۰۱۷ بود که با چهره‌های تقریباً بدون حاشیه طراحی شده‌اند تا صفحه نمایش‌های بزرگتر را در یک شکل ظاهری مشابه بگنجانند. 
آیفون ۸ و ۸ پلاس همچنین به دلیل دوامشان مورد انتقاد قرار گرفتند، زیرا آزمایش‌های سقوط انجام شده نشان داد که شیشه عقب، آنطور که اپل ادعا می‌کند، «بادوام‌ترین شیشه‌ای که تاکنون در گوشی‌های هوشمند استفاده شده» نیست. 
شرکت تست دوربین DxOMark به دوربین آیفون 8 امتیاز 92 و به دوربین آیفون 8 پلاس امتیاز 94 داد و عنوان بهترین دوربین‌های گوشی‌های هوشمند آزمایش شده توسط این شرکت را به آنها داد.  سامسونگ گلکسی نوت 8 بعداً با امتیاز کلی مشابه 94 با آیفون 8 پلاس برابری کرد.  بعداً گوگل پیکسل 2 با امتیاز 98 از آنها پیشی گرفت. 
اگرچه آیفون ۸، ۸ پلاس و آیفون X اولین گوشی‌هایی بودند که با کیفیت ۲۱۶۰p و سرعت ۶۰ فریم بر ثانیه فیلم‌برداری کردند، اما در بررسی GSMArena به دلیل ضبط صدای مونو (تک کاناله) برای ویدیوها مورد انتقاد قرار گرفتند، در حالی که ضبط صدای استریو برای ویدیوها چندین سال است که در مدل‌های رقیب تلفن‌های همراه مانند سامسونگ گلکسی S3 و سونی اکسپریا S از سال ۲۰۱۲ موجود است. 

## مشکلات
در ۳۱ اوت ۲۰۱۸، اپل اعلام کرد که «درصد بسیار کمی» از دستگاه‌های آیفون ۸ که بین سپتامبر ۲۰۱۷ و مارس ۲۰۱۸ عرضه شده‌اند، دارای نقص تولیدی در لاجیک برد هستند. این نقص بر مدل‌های آیفون ۸ فروخته شده در استرالیا، چین، هنگ‌کنگ، هند، ژاپن، ماکائو، نیوزلند و ایالات متحده تأثیر گذاشت. دستگاه‌های معیوب ممکن است راه‌اندازی مجدد غیرمنتظره، یخ‌زدگی یا عدم پاسخگویی صفحه‌نمایش را تجربه کنند و یا حتی ممکن است روشن نشوند. کاربرانی که دستگاه آسیب‌دیده دارند، همان‌طور که شمارهٔ سریال آن‌ها مشخص می‌شود، می‌توانند دستگاه خود را به‌طور رایگان توسط اپل تعویض کنند. این مشکل آیفون ۸ پلاس را تحت تأثیر قرار نمی‌دهد.